# Emma Stämpfli-Studer

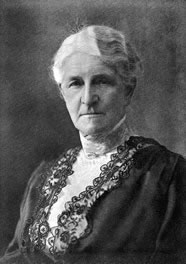
Emma Stämpfli-Studer, anonyme Photographie (vor 1923)

Emma Stämpfli-Studer (* 3. November 1848; † 30. Januar 1930) war eine Schweizer Unternehmerin und Pionierin im Bereich Kinderkrippen.

## Leben
Emma Studer wurde 1848 geboren und verbrachte ihre Kindheit am oberen Ende der Berner Spitalgasse,  unmittelbar neben dem mittelalterlichen Christoffelturm, der 1865 abgebrochen wurde. Diesen Abbruch und das Leben inmitten von Brüdern,  Cousins und Cousinen schilderte sie in dem Mundart-Erzählungsband «Der Chrischtoffelturn und syni Nachbare im Schtuderhus. Öppis usem alte Bärn». 1869 heiratete sie Karl Stämpfli, der sich anschickte, den bescheidenen Gewerbebetrieb seiner Vorfahren zur bedeutenden Druckerei Stämpfli im neuen Fabrikationsgebäude in der Länggasse auszubauen. Stämpfli, der es neben seinem unternehmerischen Erfolg auf der politischen Ebene bis zum Nationalrat gebracht hatte, verstarb 1894, zu einem Zeitpunkt, als seine Söhne noch nicht zur Nachfolge bereit waren.
Mehr als zehn Jahre trug Emma Stämpfli-Studer die Hauptverantwortung für den aufstrebenden Betrieb, der während dieser Zeit ständig vergrössert wurde. Beiden Eheleuten lag das Wohl ihrer Mitarbeiter am Herzen. Noch zu Lebzeiten ihres Mannes gründete sie mit ihm zusammen die Kinderkrippe Länggasse und war in der Folge aufgrund ihrer Erfahrung an manchen Orten mit Rat und Tat dabei, wo neue Kindertagesstätten entstanden. 1895 stiftete Emma Stämpfli «in Ausführung des Wunsches» ihres Mannes eine Kranken-, Invaliden- und Sterbekasse für die Belegschaft. Lange Jahre redigierte sie den «Hinkenden Bot», einen Kalender, dessen Ursprünge an den Anfang des 18. Jahrhunderts zurückreichen und den die Firma Stämpfli seit 1815 herausgab. Neben den beruflichen Verpflichtungen und der Tätigkeit im Krippenwesen arbeitete sie im Zentralvorstand von Pro Juventute und in vielen andern gemeinnützigen Organisationen mit.
Gegen Ende des Ersten Weltkriegs veröffentlichte sie das heute vergessene Kochbüchlein für schwere Zeiten im vierten Kriegswinter 1917.
Als Emma Stämpfli-Studer im Jahre 1930 im Alter von 82 Jahren starb, wurde sie in einem Nachruf als «schweizerische Krippenmutter» bezeichnet. Gemeinsam mit einer Krippenpionierin aus St. Gallen gründete sie 1907 den Schweizerischen Zentral-Krippenverein (heute Verband Kindertagesstätten der Schweiz, KiTaS) und sein Mitteilungsblatt, den Krippenbericht (heute KiTaS-Journal). Dem Verein stand sie lange Jahre als Präsidentin vor und an der Redaktion des Mitteilungsblattes war sie bis zu ihrem Tod beteiligt.

## Werke
- Der Christoffelturn und syni Nachbaren im Studerhus. Öppis us em alte Bärn. Erinnerunge vo der Frau Emma Stämpfli-Studer. Verlag Stämpfli & Cie., Bern 1949.